# Буровка (Харьковская область)
Буровка (укр. Бурівка) — село в Валковской городской общине Богодуховского района Харьковской области Украины.
Код КОАТУУ — 6321288502. Население по переписи 2001 г. составляет 50 (23/27 м/ж) человек.

## Географическое положение
Село Буровка находится на склонах балки Макортет в которой берет свои истоки река Карамушина, приток река Мжа.
В 1 км расположено село Шаровка, железнодорожная станция Огульцы, автомобильная дорога М-03 (E 40).
Рядом с селом небольшой лесной массив (дуб).

## История
- 1695 — дата основания.

## Экономика
- В селе есть молочно-товарная ферма.